# Erdoğan Çelebi
Erdoğan Çelebi (* 1939) ist ein ehemaliger türkischer Fußballspieler.

## Karriere
Çelebi spielte zu Beginn seiner Karriere für Vefa Istanbul. 1960 verpflichtete ihn Galatasaray Istanbul. In der Saison 1960/61 kam der Mittelfeldspieler zu einem Ligaeinsatz gegen Adana Demirspor. Nach einer Spielzeit mit den Gelb-Roten verließ Çelebi Galatasaray und wurde Spieler von Yeşildirek SK.
Zwei Jahre später folgte sein Wechsel zu Kasımpaşa Istanbul. Mit Kasımpaşa stieg Çelebi am Ende der Saison 1963/64 in die 2. Liga ab. Çelebi kam bei Kasımpaşa zu 103 Ligaspielen und erzielte elf Tore. 1968 beendete der Mittelfeldspieler seine Karriere.